# 天主教尚贝里总教区
天主教尚贝里总教区是罗马天主教在法国东部设立的一个总教区，以主教座堂驻地尚贝里命名。其范围相当于罗讷-阿尔卑斯大区的萨瓦省。现任总主教为2000年就任的 Laurent Ulrich。 
尚贝里教区于1779年从格勒诺布尔教区分设，1817年升格为总教区，当时尚贝里不属于法国领土，而是属于撒丁王国，附属教区为奥斯塔教区、阿讷西教区等。1860年并入法国后，奥斯塔教区转而附属于天主教都灵总教区。